# Porta del Carmine (Altamura)
La Porta del Carmine (nota in passato come Porta dei Frisoni e in seguito Porta di Sant'Antonio Abate) era una porta cittadina nel muro di cinta di Altamura. In dialetto altamurano, l'area è nota come u cuarm [u kwarmᵊ].

## Storia
La porta era nota durante il Medioevo come "Porta dei Frisoni"; in seguito, però, il toponimo cadde in disuso e la porta assunse il nome di "Porta di Sant'Antonio Abate", probabilmente a causa della presenza della chiesa di "Sant'Anteno greci". Quando la chiesa fu inglobata e sostituita dalla chiesa del Carmine, anche il nome cambiò, divenendo "Porta del Carmine".
Sulla Porta del Carmine era presente anche un'iscrizione che riportava il motto della città di Altamura, cioè Orlandus me destruxit, Federicus me reparavit. Una rappresentazione (forse l'unica) della Porta del Carmine è presente nel Salone degli stemmi del Palazzo vescovile di Matera; un'altra caratteristica della porta era quella di essere situata in corrispondenza del quartiere ebraico della città (claustro Giudecca).

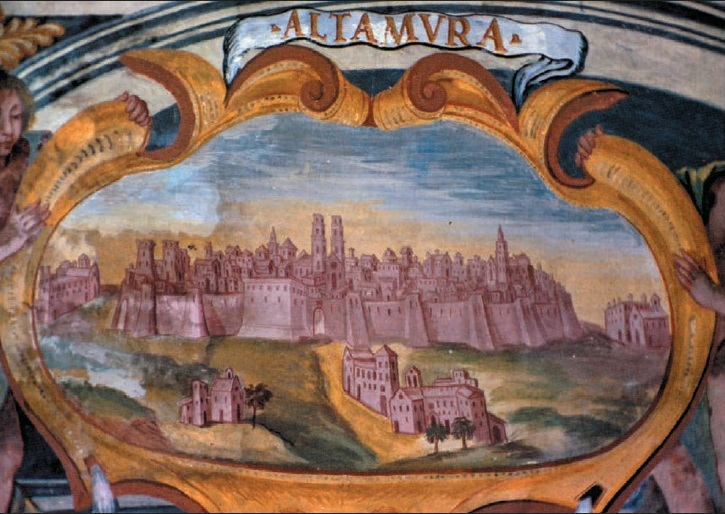
La Porta del Carmine (la porta a sinistra) in una vista risalente al 1709 e tratta dal Salone degli stemmi del Palazzo arcivescovile di Matera (in posizione centrale è visibile Porta Matera)